# Kurt Albrecht
Kurt Albrecht (ur. 31 grudnia 1894 w Berlinie, zm. 7 maja 1945 w Pradze) – niemiecki lekarz psychiatra i neurolog, profesor i rektor Uniwersytetu w Pradze, narodowy socjalista.

## Życiorys
Studiował medycynę na Uniwersytecie Fryderyka Wilhelma w Berlinie. Jako student uczestniczył w puczu Kappa. Ukończył studia w 1921 roku. Od października 1921 pracował pod kierunkiem Karla Bonhoeffera w Klinice Psychiatrycznej w Charité. W 1930 został docentem prywatnym, a w 1933 profesorem nadzwyczajnym na Uniwersytecie w Berlinie.
Albrecht dołączył do SS w 1933 i uzyskał stopień SS-Untersturmführera. Od 1937 był członkiem NSDAP. W 1939 mianowany na stanowisko profesora neurologii i psychiatrii Uniwersytetu w Pradze, przemianowanego na Uniwersytet Karola Ferdynanda. Jako następca Eduarda Gampera był dyrektorem Kliniki Neurologiczno-Psychiatrycznej Szpitala Uniwersyteckiego. Po samobójstwie Friedricha Klausinga został rektorem Uniwersytetu. Zginął w niewyjaśnionych okolicznościach na początku maja 1945 w czasie powstania praskiego, być może popełnił samobójstwo. Według niektórych źródeł został zlinczowany. Był autorem ponad 30 prac naukowych.